# T'Hó

División de las jurisdicciones o cacicazgos mayas en el siglo XVI según Ralph L. Roys.

T'Hó (pronunciado [Tjo’]) es el nombre de la ancestral ciudad maya, también llamada Ichcanzijó o Ichcaansihó, encontrada en ruinas por los conquistadores españoles jefaturados por Francisco de Montejo y León (el Mozo) y donde erigió la actual ciudad de Mérida en Yucatán, México, a partir del año de 1542.
Se encontraba en la jurisdicción maya denominada Chakán, una de las 16 provincias (kuchkabales) o cacicazgos en que se encontraba dividida la Península de Yucatán, conforme al mayista Ralph L. Roys, después de la disolución de la liga de Mayapán a mediados del siglo XV y cuando llegaron los conquistadores españoles. 
Desde T'Hó lograron los europeos consolidar la conquista de la Península de Yucatán que se había dificultado por la tenacidad y bravura del pueblo maya.
La erección de la ciudad de Mérida en Yucatán, a lo largo del siglo XVI, por parte de los españoles que se asentaron en las ruinas de T'Hó, se habría hecho en buena medida con las piedras ya cortadas y trabajadas por los habitantes mayas que los precedieron en el lugar, y que habían desarrollado ahí una comunidad, demográfica y políticamente importante, en el posclásico maya. En la actualidad se puede observar como la Catedral de Yucatán (San Ildefonso), la más antigua de México (1562-1567), fue construida con piedras cuyo labrado maya aún es visible en ciertos lugares de la edificación.

## Descripción de la ciudad vieja

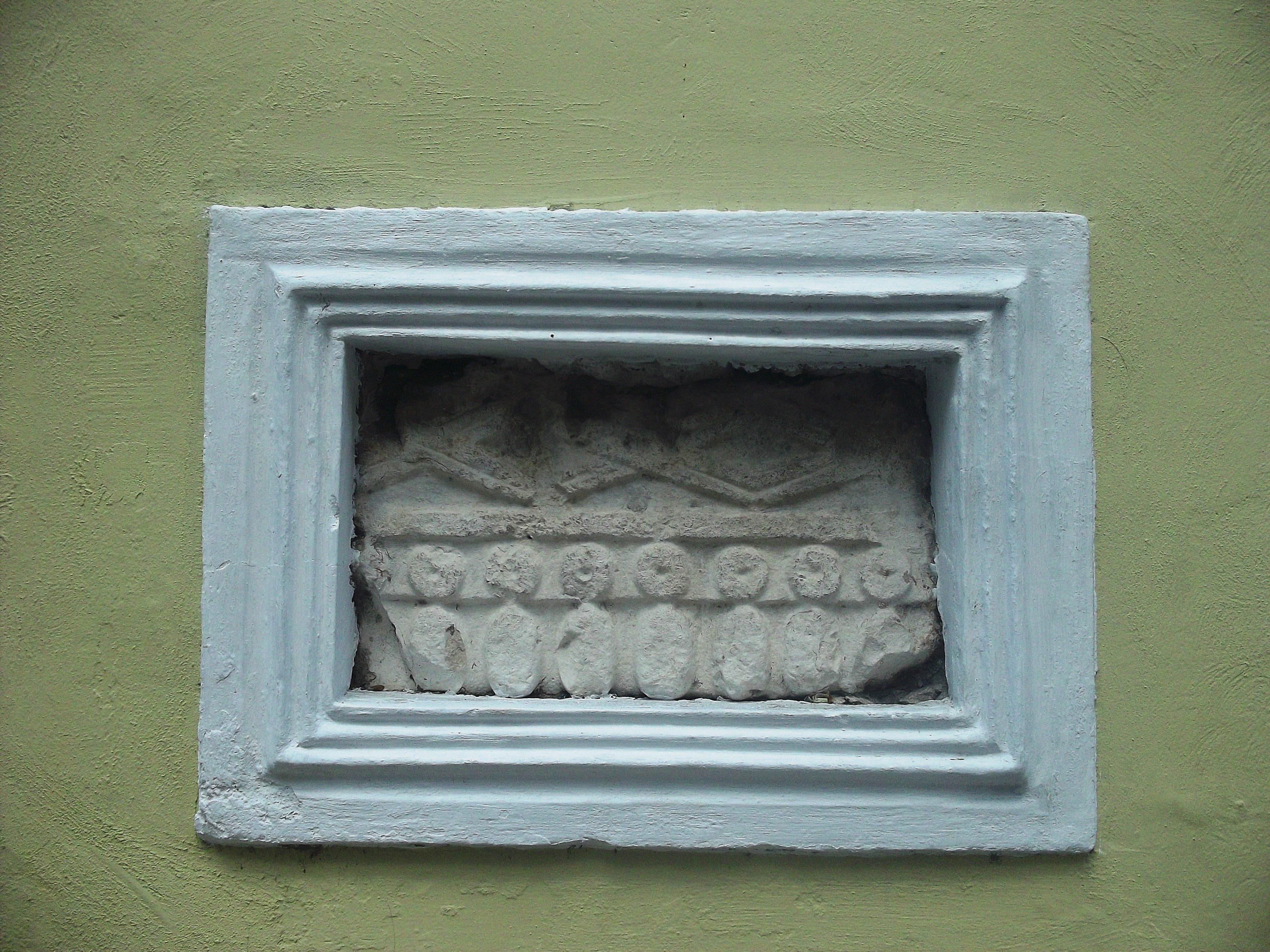
Los restos de vestigios mayas existentes dentro de la actual ciudad de Mérida, tales como esta piedra labrada, son una vaga muestra de la arquitectura que existía en la antigua T'Hó.

Las referencias que llegan a nuestros días de la ciudad T'Hó, es que había sido sobria, pero de imponente arquitectura, con carácter militar y astronómico. Juan Francisco Molina Solís, historiador decimonónico, señala que había sido fundada por los chanes (después llamados itzáes), quienes luego de habitar Bacalar, hoy Quintana Roo, emigraron rumbo al poniente para fundar, Chichén Itzá, Izamal, Motul y la ciudad de Ichcaanzihó (T'Hó), hoy Mérida. Esto habría sucedido hacia el año 550 d. C.
De grandes plazas que tuvo la ciudad partían varias avenidas hacia los cuatro puntos cardinales, dirigiéndose a los cacicazgos que dominaban la región antes de la llegada de los españoles, entre los cuales sobresalieron los del sur: Kin Pech (Campeche) y Chakán Putum (Champotón).
Construyeron los mayas, según las crónicas antiguas, dos grandes templos en honor a sus dioses Bak-luum-chaan y H'Chuum-caan y alrededor de ellos levantaron los palacios de los sacerdotes, del cacique y de los demás dignatarios. Había también un observatorio astronómico y enormes plazas donde se celebraban las festividades civiles, militares y religiosas. Eligio Ancona, historiador, describe el palacio como:

"un amplio terraplén que podría tener ochocientos pies de largo, cuatrocientos de ancho y de quince a veinte de elevación. Subíase a la cima por medio de una escalinata de piedra, compuesta de siete gradas tan altas que dieron lugar a pensar que solo podían ser subidas por gigantes".

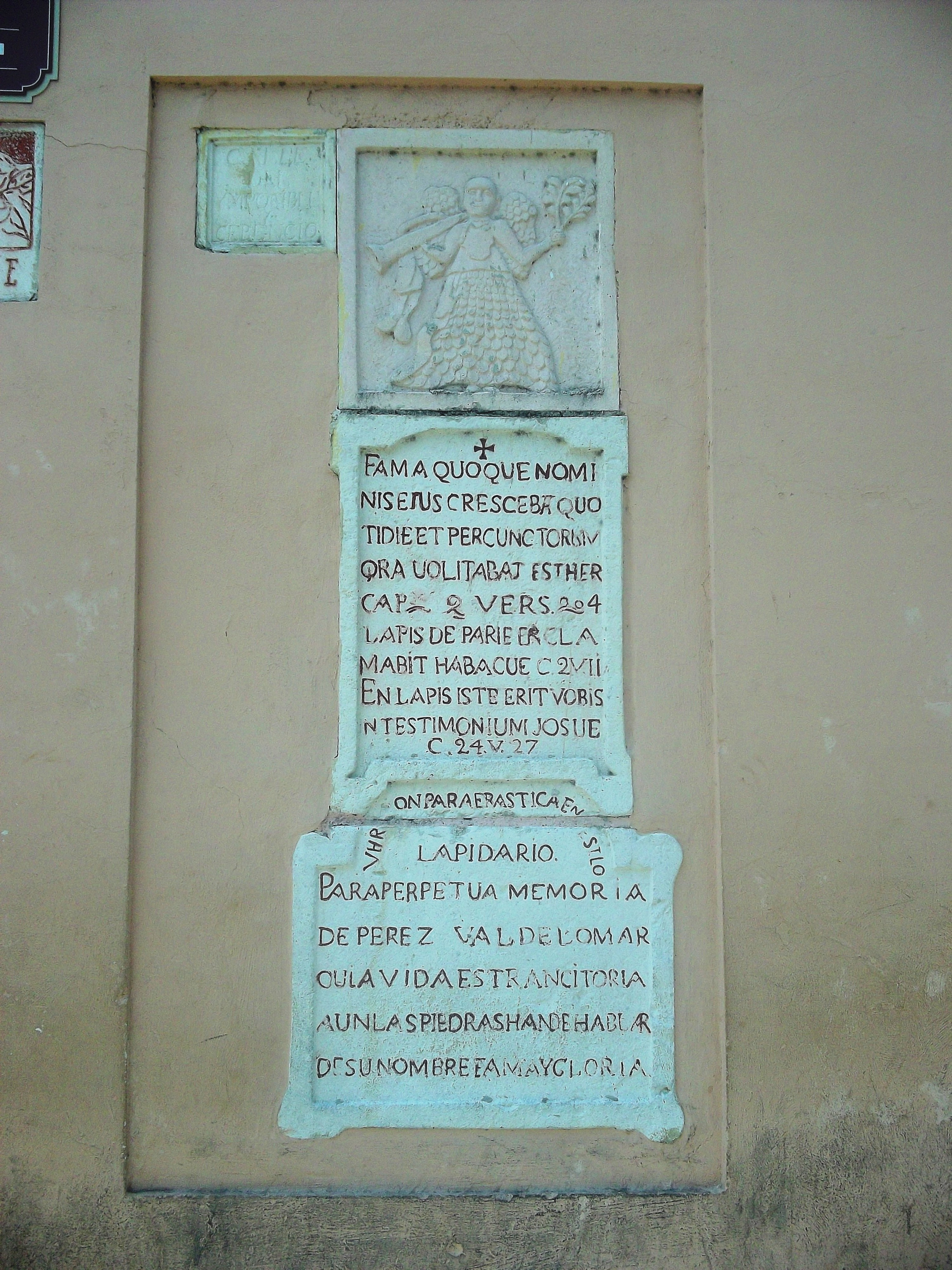
Placa que señala el lugar donde existiera "El Imposible", uno de los cerros de la antigua T'Hó.

Había varios cenotes que aprovisionaban el agua potable y para otros usos, gracias a que el manto freático de la zona se encuentra a sólo ocho metros de profundidad.
En el caso particular del sitio de T'Hó, la información histórica y literaria maya lo refiere como "Noh Cah Ti Hó" —el Gran Pueblo de T’Hó—, de manera que nos da una idea de que la antepasada maya de Mérida mereció un trato que mostraba su preeminencia sobre otras poblaciones del Mayab peninsular. Para algunos historiadores, como Sergio Quezada, T'Hó era un "bataboob independiente", entidad política descentralizada y no subordinada a ninguna capital.

## Llegada de los españoles
A la llegada de los españoles, en 1541, la encontraron abandonada y en buena medida destruida. Había unas cuantas casas de paja habitadas por unos 1000 indígenas. Juan Francisco Molina dice que sería: 

"un lugarejo de indios mayas aposentados en chozas de paja y madera y restos de algunos edificios en alto grado sorprendentes y bellos que coronaban agrestes cerros cubiertos de añeja arboleda".

Francisco de Montejo (hijo), comandante de los recién llegados, montó su cuartel en un lugar alto, en la cima de uno de esos cerros. Las grandes edificaciones prehispánicas que ahí se encontraban, dice Yucatán en el tiempo, 

"fueron utilizadas durante el período colonial (1542-1821) como canteras para la construcción de edificios y casas, y los últimos para la edificación del gran mercado de la ciudad en lo que antes fue la Ciudadela".

## Dudas respecto al nombre

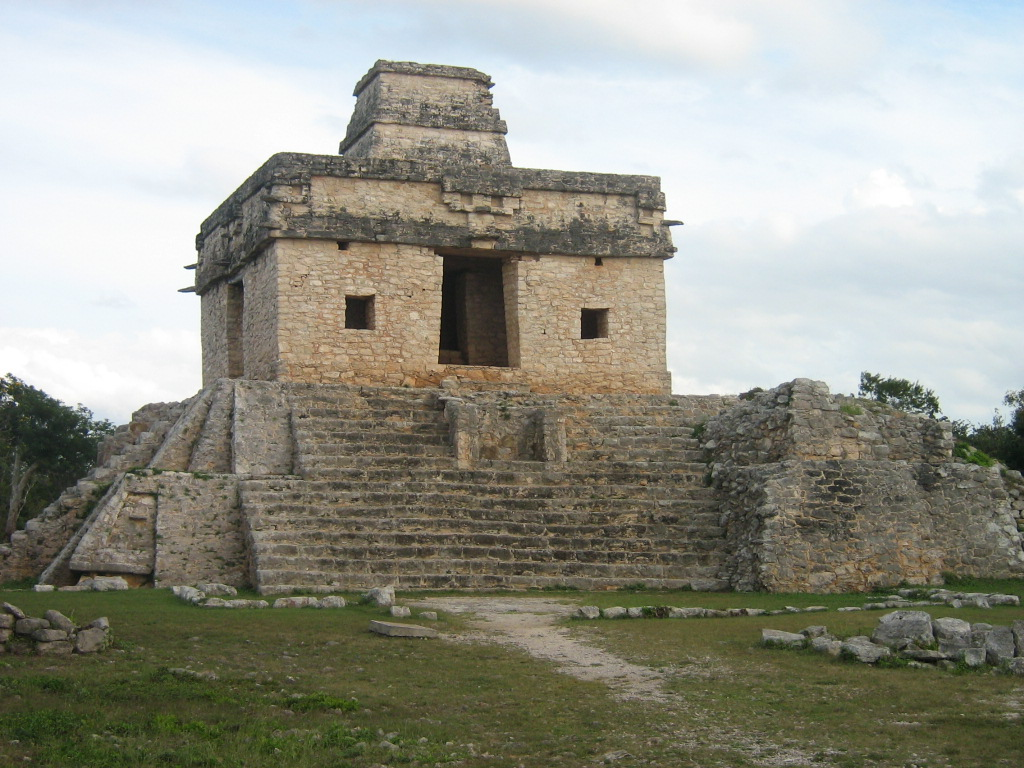
Dzibilchaltún, identificada por algunos historiadores como la original T'Hó.

Alfredo Barrera Vásquez indica que Dzibilchaltún, ciudad más extendida, un poco más al norte, pudo haber sido T'Hó y no como se cree en la actualidad, el actual emplazamiento de Mérida. Dice también que Ichcaanzihó podría haber sido el nombre completo de T'Hó, o Tihó, como hoy la identificamos. En ese caso el nombre que se usa sería realmente una contracción de Ich caan zihoob.
Sin embargo, el reconocido mayista, plantea la duda a partir de que la asociación entre T'Hó y Mérida sólo se encuentra en la Relación de Mérida escrita por Pedro García, encomendero en el siglo XVII, y que el Chilam Balam de Chumayel sólo tiene una referencia que asocia Ichcaanzihó con T'Hó, no encontrándose más, ni en ese texto, ni en los otros libros del Chilam Balam y ni siquiera en los escritos de Diego López de Cogolludo.
Señala también la posibilidad, a partir de otros documentos indígenas, de que Ichcaanzihó sea Dzibilchaltún y T'Hó donde se asentó Mérida.